# 鎌倉警察署
鎌倉警察署（かまくらけいさつしょ）は、神奈川県警察が管轄する警察署の一つ。
相模方面本部隷下、第六方面に属する小規模警察署であり、署長は警視。識別章所属表示はYG。
古都・鎌倉の中心の治安を担う。当署管内は鶴岡八幡宮を中心とする県下でも有数の観光スポットであり、日本のみならず世界から観光客が訪れ、観光シーズンには取扱い件数が増加する。近年では来訪客の国際化に対応するため、当署には語学堪能な署員が配置される傾向にある。
以前は市の中心部、二の鳥居前（神奈川県鎌倉市小町1丁目8番4号）にあったが、2013年に現在の由比ヶ浜寄りに移転した。旧庁舎は鎌倉時代の武家造りをイメージして建てられ（現存せず。右に画像あり）、上階は剣道や柔道に使われる、多目的道場になっていた。

## 所在地
- 神奈川県鎌倉市由比ガ浜2丁目11番26号
  - 最寄駅：JR横須賀線 鎌倉駅

## 管轄区域

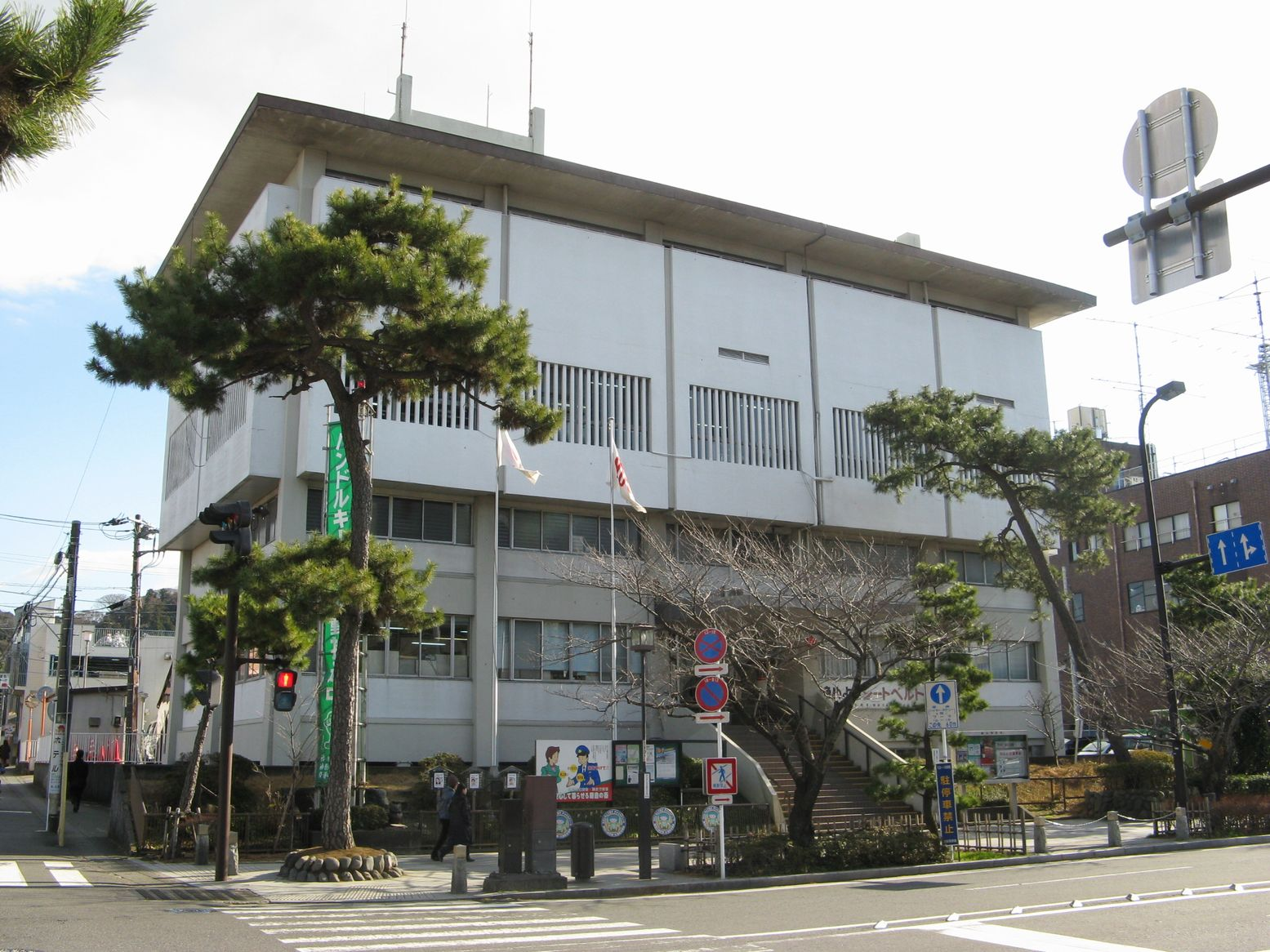
旧鎌倉警察庁舎

- 鎌倉市南部
  - 管轄面積：25.56km2

## 沿革
- 1899年（明治32年）4月 - 戸塚警察署鎌倉分署を開設。
- 1903年（明治36年）4月 - 二の鳥居前に庁舎を建設。
- 1906年（明治39年）11月 - 鎌倉分署が鎌倉警察署に昇格。
- 1948年（昭和23年）
  - 3月7日 - 警察法の公布に伴い、自治体警察として鎌倉市警察が発足。鎌倉市警察署となる。
  - 6月5日 - 鎌倉市鎌倉警察署に改称。
- 1954年（昭和29年）7月1日 - 警察法の改正に伴い、神奈川県鎌倉警察署となる。
- 2013年（平成25年）7月8日 - 一の鳥居近くに新庁舎を移転（鉄筋コンクリート地下1階、地上3階建て、延べ床面積3,204平方メートル）。

## 組織
- 署長（警視）
- 副署長（警視）
- 警務課 - 警務係、住民相談係
- 留置管理課（平成28年度新設） - 管理係
- 会計課 - 会計係
- 生活安全課 - 防犯少年係、経済保安係
- 地域課（警ら用無線自動車2台、小型警ら車2台） - 地域企画係、地域第一係、地域第二係、地域第三係
- 刑事課 - 強行犯係、盗犯係、鑑識係、知能組織犯罪対策係
- 交通課 - 交通総務係、交通捜査係、交通指導係
- 警備課 - 公安係、外事係

　(8課体制)
　
※「神奈川県警察の組織に関する規則（昭和44年神奈川県公安委員会規則第2号）」を参考にした。

## 交番
- 鎌倉駅前交番　鎌倉市小町一丁目2番1号
- 滑川交番　鎌倉市由比ガ浜四丁目1番1号
- 名越交番　鎌倉市大町四丁目4番5号
- 御成交番　鎌倉市御成町18番23号
- 長谷交番　鎌倉市長谷一丁目8番9号
- 梶原口交番　鎌倉市常磐345番地6
- 深沢交番　鎌倉市笛田一丁目4番45号
- 腰越交番　鎌倉市腰越三丁目2番18号

交番・駐在所の住所は「交番その他の派出所及び駐在所の名称及び位置 (平成6年11月1日神奈川県警察本部告示第15号)」令和6年9月10日改正に拠る。

## 駐在所
- 浄明寺駐在所　鎌倉市二階堂912番地22
- 稲村ガ崎駐在所　鎌倉市稲村ガ崎三丁目4番9号
- 津駐在所　鎌倉市津691番地5
- 鎌倉山駐在所　鎌倉市鎌倉山二丁目15番12号
- 西鎌倉駐在所　鎌倉市西鎌倉一丁目18番1号
- 七里ガ浜駐在所　鎌倉市七里ガ浜東一丁目2番1号

## 自動車ナンバー自動読取装置（Nシステム）
- 鎌倉市笛田4丁目（県道32号）
- 鎌倉市十二所（県道204号）
- 鎌倉市津西1丁目（県道304号）

## 過去の重大事件・事故
- 日本飛行機専務宅放火殺人事件